# توکایما
توکایما (انگلیسی: Tocaima) نام شهری در کشور کلمبیا است.